# Гран
Гран (лат. granum — зерно, крупинка) — устаревшая единица измерения массы на основе веса ячменного зерна; в различных системах мер использовались различные стандарты единицы.

## История
В России до введения метрических мер в аптекарском деле применялась нюрнбергская система весов. Основная единица — аптекарский фунт. В фунте 12 унций, в 1 унции 8 драхм, в 1 драхме 3 скрупула, в 1 скрупуле 20 гранов. 1 русский аптекарский фунт — 358,323 грамма. Соответственно 1 унция — 29,860 г, 1 драхма — 3,732 г, 1 скрупул — 1,244 г, 1 гран — 62,2 мг. Система отменена в СССР 1 января 1927 года.
В Англии система измерения массы базировалась на тройской системе веса. В ней основная единица — тройский фунт, 373,2417216 г. Он делился на 12 тройских унций по 31,1034768 грамма. Каждая унция состояла из 8 драхм. Драхма была эквивалентна 3 скрупулам. 1 скрупул состоял из 20 гран. Вес тройского грана 64,79891 мг.
В ювелирном деле применяли гран, равный четверти весового карата, то есть 50 мг (0,05 грамма).
В США и Великобритании тройский гран (англ. grain) до сих пор используется в отдельных областях, например, в сфере огнестрельного оружия для измерения массы пуль и пороховых зарядов. Как правило, у боеприпасов, выпущенных в англосаксонских странах, масса пули и пороха в патроне выражается целым числом гранов — можно встретить пули в 54, 100, 147, 200, 220 гранов и т. д. Также иногда применяется для дозировки лекарств.
Упоминания единицы сохранились в крылатых выражениях (например, «ни грана правды», «ни грана чувства»); в XX веке многие из них были искажены и стали употребляться в форме «ни грамма…» (по созвучию с другой малой единицей измерения).

## Написание
Сокращённо обозначается gr (без точки в конце). В счётной форме гран (как, собственно, и грамм) допускается не склонять: пуля массой 150 гранов и пуля массой 150 гран. В европейских странах (у производителей боеприпасов и в литературе по баллистике) нередко встречаются ненормированные сокращения grain: grs, grn, gns — как с точками, так и без таковых.